# 阿托爾冰原島峰
71°21′S 68°47′W / 71.350°S 68.783°W
阿托爾冰原島峰（英語：Atoll Nunataks）是南極洲的冰原島峰，位於亞歷山大一世島東部的天王星冰川北岸，處於艾瑞爾山以西5公里，根據英國探險隊拍攝的空中照片繪入地圖。